# Beonna
Beonna († zwischen 825 und 832) war Bischof von Hereford. Er wurde 824 zum Bischof geweiht und trat sein Amt im gleichen Jahr an. Er starb zwischen 825 und 832.